# 國立陽明交通大學台南分部
國立陽明交通大學台南分部位於臺南市歸仁區高發三路二段301號，鄰近高鐵台南站，是國立陽明交通大學內最晚設立的大學分部。校園佔地17.7公頃；2009年校區內第一棟建築「奇美樓」落成啟用，並開始招收第一屆學生。目前台南分部設有光電學院與智慧科學暨綠能學院（AI學院）各碩士班、博士班。

## 歷史沿革
台南分部位處臺南市歸仁區高速鐵路台南車站特定區東側。自交通大學有了與新竹科學園區成功的經驗後，2002年起便積極與全球光電產業佈局最完整的臺南科學園區接洽，以前瞻性的應用科技和產學合作所帶來的附加價值，維持交大在高科技領域的地位。當時臺南縣縣長蘇煥智表示，交通大學台南分部的籌設，將有助於臺南高鐵站周遭商圈的發展；臺南縣政府將無償提供交大100公頃的土地，與加速交大台南分部的籌設。
2002年7月，台南分部由臺南縣政府編列專案預算辦理土地徵收。2003年11月，初期規劃臺南校區設立半導體學院、系統設計學院以及光電學院，分別下設半導體學院的半導體材料與製程研究所、半導體精密機械研究所、半導體科技產業研發中心；系統設計學院的系統封裝研究所、通訊系統設計研究所、創新封裝研究中心以及光電學院的影像顯示科技研究所、光電系統科技研究所、光電科技產業研究中心。共6個研究所與3個研究中心。
2009年，將光電學院改設光電系統研究所、照明與能源光電研究所、影像與生醫光電研究所，三個研究所。並於5月9日並招收光電學院首屆博、碩士班，同11月7日舉行第一屆新生開學典禮。臺南校區受企業資助頗多，例如奇美電子捐贈6千坪教學研發大樓，並提撥5年研發專案，獎學金及其他獎勵金；宏碁董事長暨在臺復校後首屆校友施振榮捐贈一千萬元；茂迪捐贈儀器設備成立太陽能實驗室等，無不希望臺灣光電產業能繼續發光發熱。
2013年，開始規劃於台南分部設立半導體學院，並重新定位與升級台灣半導體產業為目標，改稱國際半導體產業學院。下設固態電子元件與材料研究所、精密機械與半導體設備研究所、異質整合與微系統研究所，三個研究所。。同年11月，教育部拒絕撥款籌設與增額學院教職員，因而放棄臺南校區設立，轉向至光復校區過渡，與未來設置於竹北校區。
2016年配合中央政府推動沙崙綠能科學城之相關綠能產業，在推動計畫中將系統設計學院改稱綠能暨系統設計學院。
2018年1月，沙崙綠能科學城重新命名為沙崙智慧綠能科學城，因而將綠能暨系統設計學院改稱為智慧科學暨綠能學院（AI學院），並設有智慧計算與科技研究所、智慧系統與應用研究所、智慧與綠能產學研究所。同年年中，由校友施振榮領銜設立致遠基金會，承接台南分部未來發展辦理事項。主要事項為1. 籌設智慧科學暨綠能學院、2. 成立產學共創中心、3. 籌建致遠樓與其招商、4. 規劃同行樓、5. 協助取得第二期校地規劃。
2019年2月25日，致遠樓動土興建，臺南市市長黃偉哲表示，臺南市政府會用最快效率，盡全力支持、協助交大校方。，而智慧科學暨綠能學院於108學年度正式招生，規劃62名師資員額，含企業講座和合聘師資。
2019年11月18日，成立高效能運算中心，由緯穎科技捐贈13臺伺服器以及104張NVIDIA V100顯示卡，提供產學平台與研究生使用。校友暨緯創集團董事長林憲銘，也以個人名義捐贈共1.5億元之華仁全球講座。定期邀請全球知名人工智慧領域專家來台講學。
2020年8月14日，舉行致遠樓落成啟用典禮暨產學共創聯盟成立大會。總統蔡英文出席表示，致遠樓完全沒有動用中央政府以及校務基金，完全由校友與企業捐助。在產學之間垂直整合的大樓，未來將成為南部產業發展的重鎮。
台南分部初期設有教學單位，並招收學生，以及設置「育成研發園區」深耕發展。第一年先成立「光電學院」以及「跨領域光電科技研究中心」，僅招收碩士班（含產業研發碩士專班及碩士在職專班）、博士班研究生。目前該分部定位為學校與產業共創研究園區，未來增設推廣教育學院及生醫工程研究中心等。

## 校園環境

### 教學場館
奇美樓
為分部內第一棟大樓，由奇美電子與奇美實業共同捐贈之4.4億元教學大樓，共7層樓，總面積約為兩萬平方公尺。是光電學院之教學大樓。於2008年8月22日進行動土典禮、2009年3月1日上樑典禮，同年5月9日完工。
致遠樓

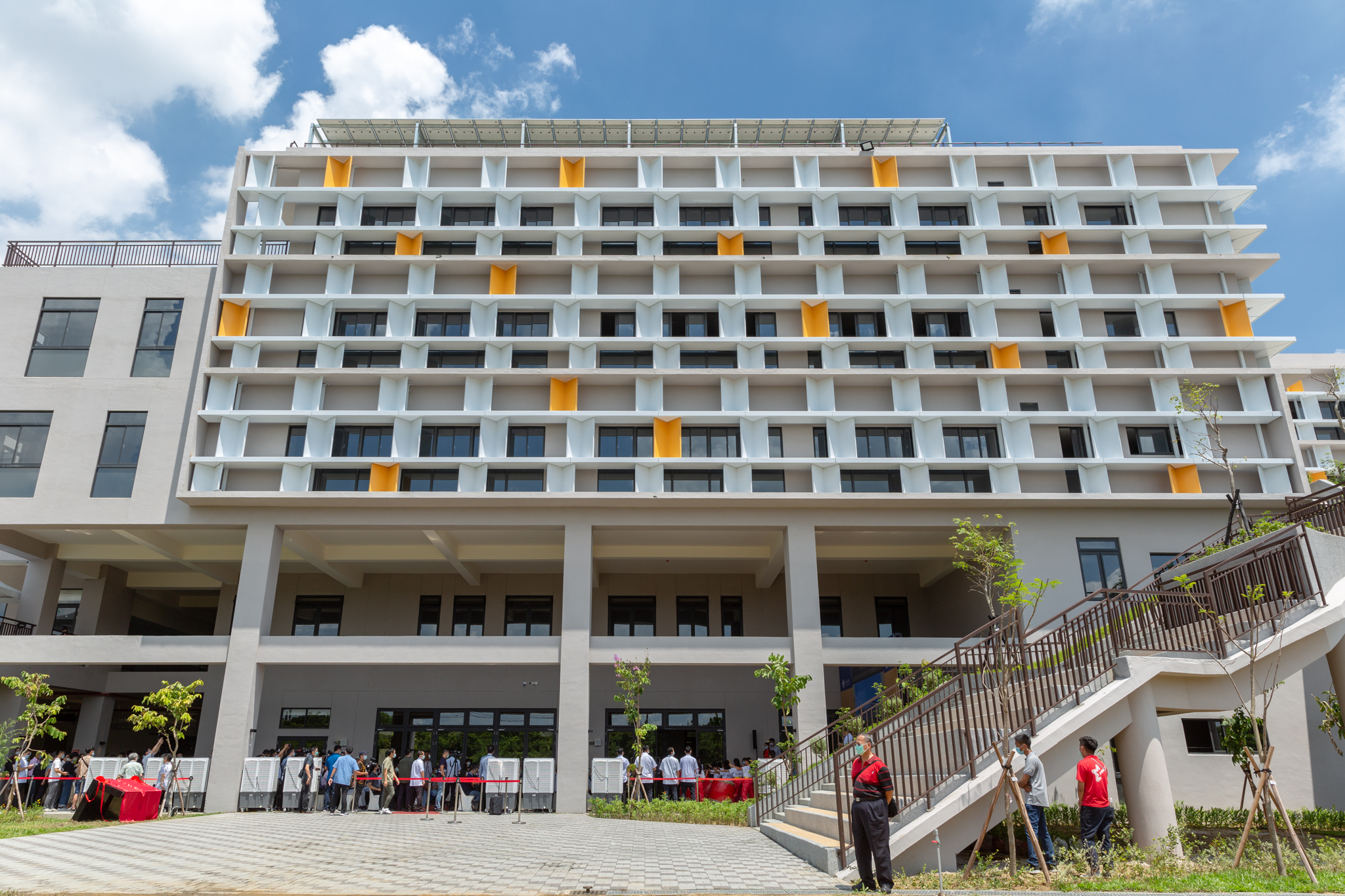
致遠樓（2020年8月）

由致遠基金會共同籌設之大樓，共5層樓，二樓為智慧科學暨綠能學院永久基地，其餘樓層將進駐大量廠商，期望成為垂直整合的產學合作大樓。於2019年2月25日進行動土典禮、2020年2月5日上樑典禮，同年8月14日完工。預計109學年度完成進駐。
同行樓
未來台南分部第四棟大樓，目前為致遠基金會主持大樓總規劃。

### 致遠產學平台
為財團法人臺南市致遠基金會主持之產學合作平台，目前位於奇美樓6、7樓，協助規劃產學計畫以及招商等內容。

### 宿舍
正式名稱研究生宿舍暨學人會館，為校區內第二棟建築物，四棟三層樓研究生宿舍與一棟四層樓會館組成。於2017年12月25日落成，是由各大企業與校友籌款捐贈，提供研究生住宿以及解決綠能園區內進駐的學術研究單位居住問題。

## 周邊設施
- 國立成功大學醫學院附設醫院沙崙分院（興建中）
- 中央研究院南部院區
- 工業技術研究院沙崙綠能科技示範場域
- 國家資通安全研究院沙崙院區
- 國家科學及技術委員會資安暨智慧科技研發大樓
- 國家實驗研究院臺灣智駕測試實驗室
- MITSUI OUTLET PARK 台南
- 臺灣高鐵臺南站
- 臺鐵沙崙車站
- 大台南會展中心

## 外部連結
- 國立陽明交通大學光電學院（页面存档备份，存于）
- 國立陽明交通大學智慧科學暨綠能學院 （页面存档备份，存于）
- 國立陽明交通大學致遠產學平台 （页面存档备份，存于）
- 國立陽明交通大學（页面存档备份，存于）